# 上海市儿童福利院
上海市儿童福利院是位於中華人民共和國上海市閔行區中春路的一家孤兒院，隸屬於上海市民政局管轄，佔地7.2萬平方米。經警方確認無法找到父母的未成年人會被送至該機構撫養。上海市儿童福利院收養的兒童中有97%以上为残疾儿童。該機構有康复中心自闭症小组，負責改善自閉症兒童的生存狀況。

## 歷史
前身是新普育堂。1956年1月被上海市人民政府接管後更名為上海市育兒院。1964年7月更名為上海市儿童福利院。2001年搬遷至閔行區。

## 外部連結
- 官方网站